# هنترن
هنترن (به آلمانی: Hentern) یک شهر در آلمان است که در تریر-زاربورگ واقع شده‌است. هنترن ۴۰۳ نفر جمعیت دارد.